# Nikolaikirche (Hradec Králové)

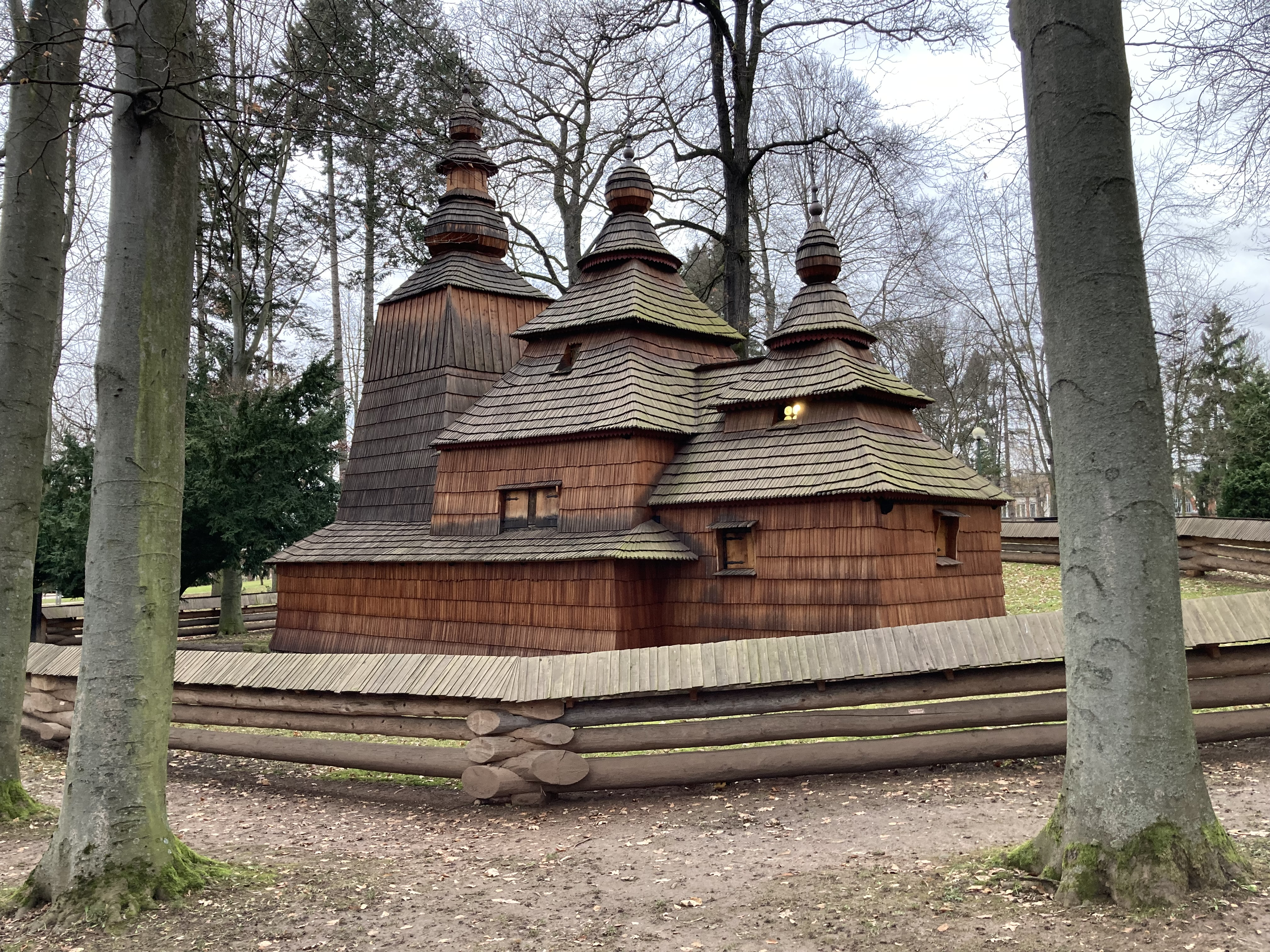
Außenansicht von Südosten

Die Nikolaikirche (tschechisch Kostel svatého Mikuláše) befindet sich seit 1935 in Hradec Králové in Tschechien. Die Kirche wurde seit ihrem Bestehen zweimal umgesetzt, nach ihrer Fertigstellung 1605 stand sie zunächst im slowakischen Habura, dann von 1740 bis 1935 in Malá Poľana, 1935 wurde sie schließlich an ihren heutigen Standort in der tschechischen Stadt Hradec Králové überführt. Sie ist somit eine jener karpatischen Holzkirchen, die vor dem Zweiten Weltkrieg innerhalb der Tschechoslowakei in den tschechischen Landesteil verkauft wurden.

## Bauwerk
Die hölzerne Kirche ist dreifach untergliedert in Vorraum (babinec), Hauptschiff und Presbyterium. Das Presbyterium ist vom Gemeinderaum durch eine aufwendig gestaltete Ikonostase abgetrennt. Über jedem der drei Gebäudeteile befindet sich ein Turm mit einer Holzkuppel. Die Außenseite des Baus ist mit Schindeln verkleidet. An den Innenwänden sind teilweise noch Reste älterer Wandmalereien sichtbar. Eine Nachbildung des ursprünglichen Holzzauns umschließt das Kirchengelände.

## Geschichte
Die Kirche wurde 1605 in Habura errichtet und diente der dortigen orthodoxen Gemeinde als Gotteshaus. 1740 verkaufte man sie an das nahegelegene Malá Poľana, wo die Kirche in verkleinerter Form wiederaufgebaut und fortan von griechisch-katholischen Gläubigen genutzt wurde. 1759 wurde das Patrozinium der zuvor dem Erzengel Michael geweihten Kirche geändert, als neuer Schutzheiliger fungierte Nikolaus der Wundertäter. 1915 wurde die Kirche durch Artilleriefeuer beschädigt, eine Reparatur erfolgte erst nach Ende des Ersten Weltkriegs. Bis 1934 verfiel die Kirche zusehends, auch weil Malá Poľana seit 1929 über ein neues steinernes Kirchengebäude verfügte.
1935 erwarb die Stadt Hradec Králové das marode Gotteshaus und versetzte es in den Jirasek-Park, zunächst als Gedenkstätte für die Gefallenen des Weltkrieges. 2019 wurde die umfassende Restaurierung des Gebäudes abgeschlossen, unter anderem wurde die Kirche mit neuen Schindeln aus Lärchenholz verkleidet, auch wurde ein modernes Feuerlöschsystem installiert.

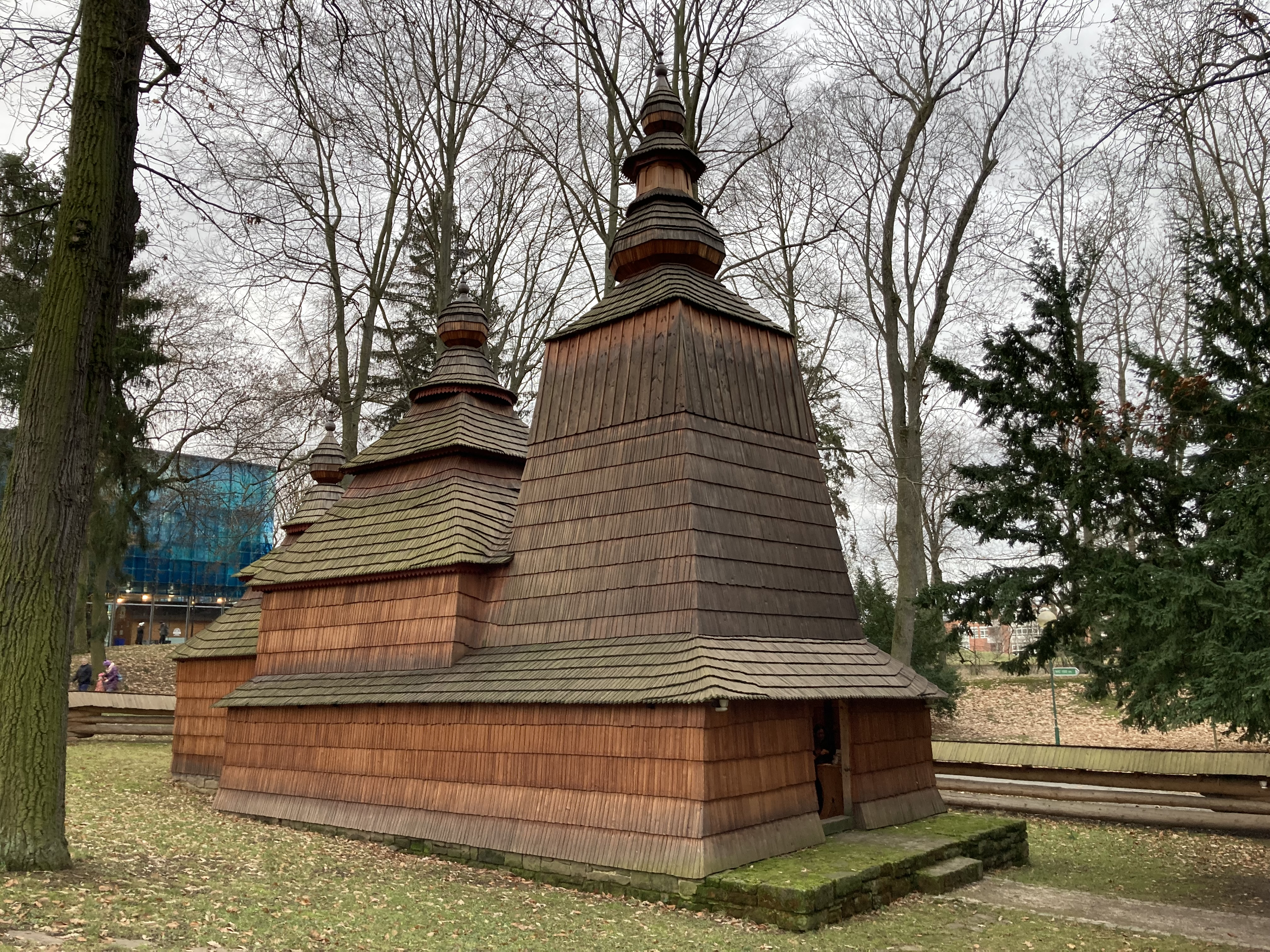
Außenansicht von Nord-Westen
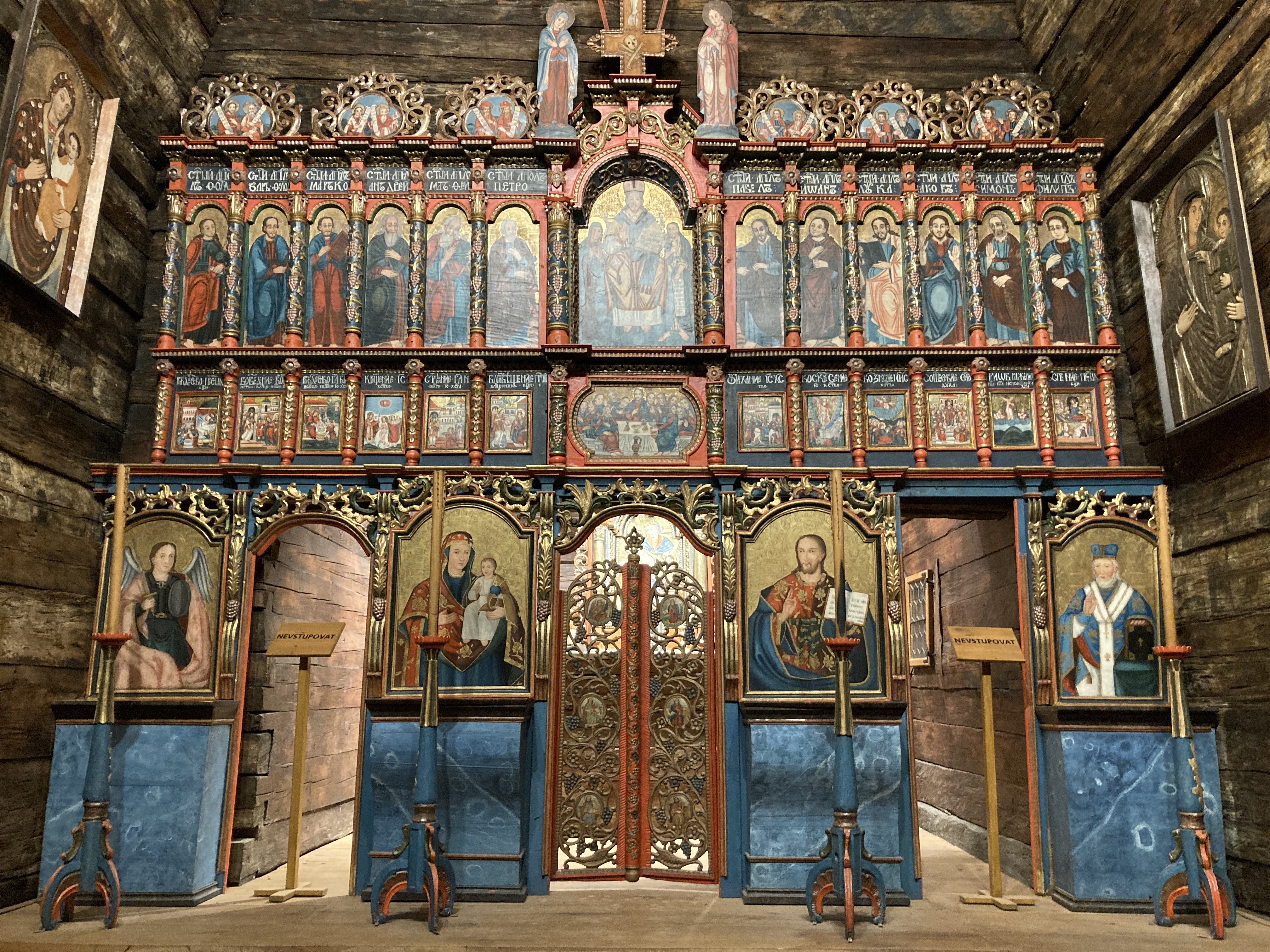
Ikonostase
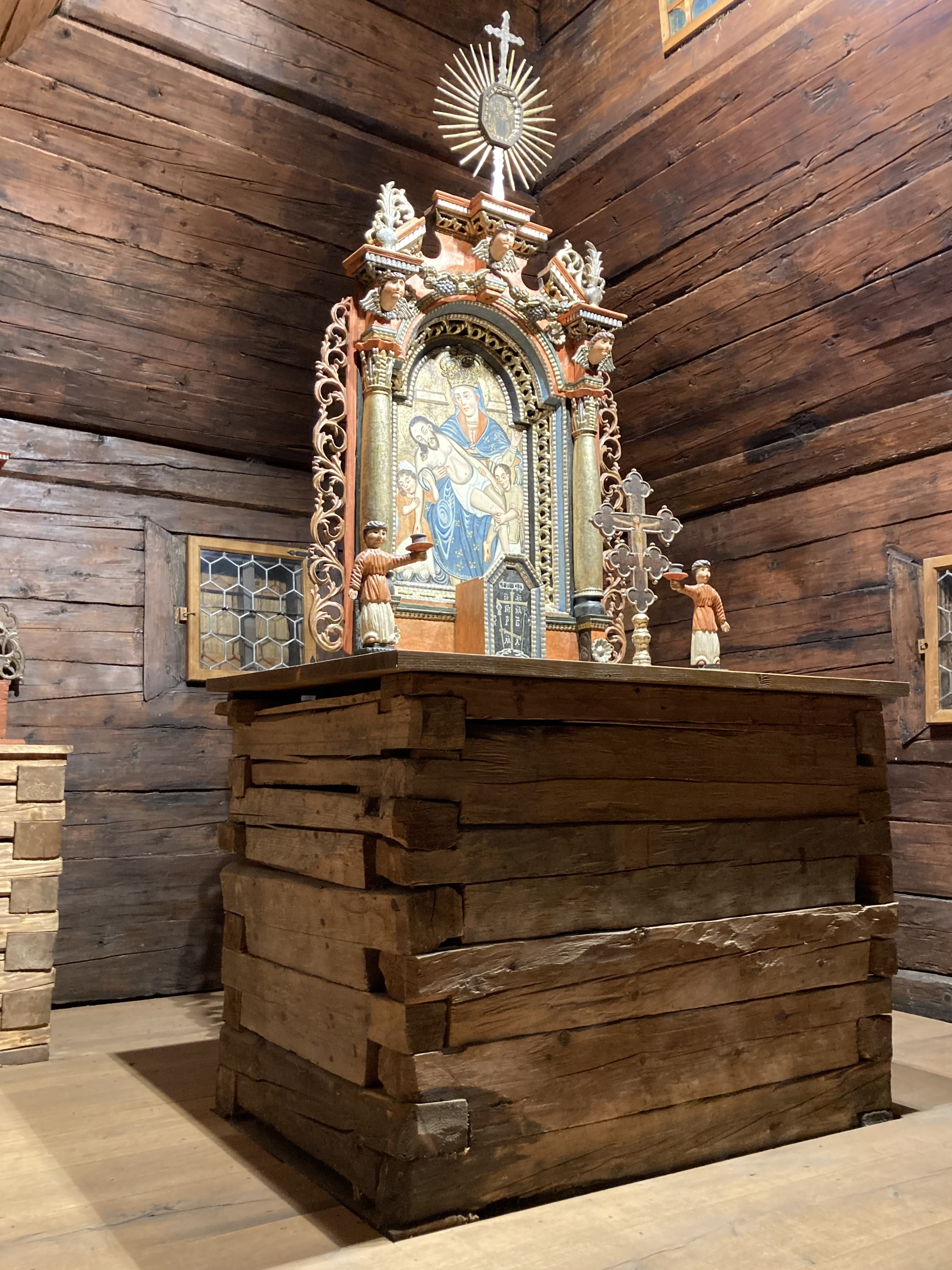
Hauptaltar im Presbyterium
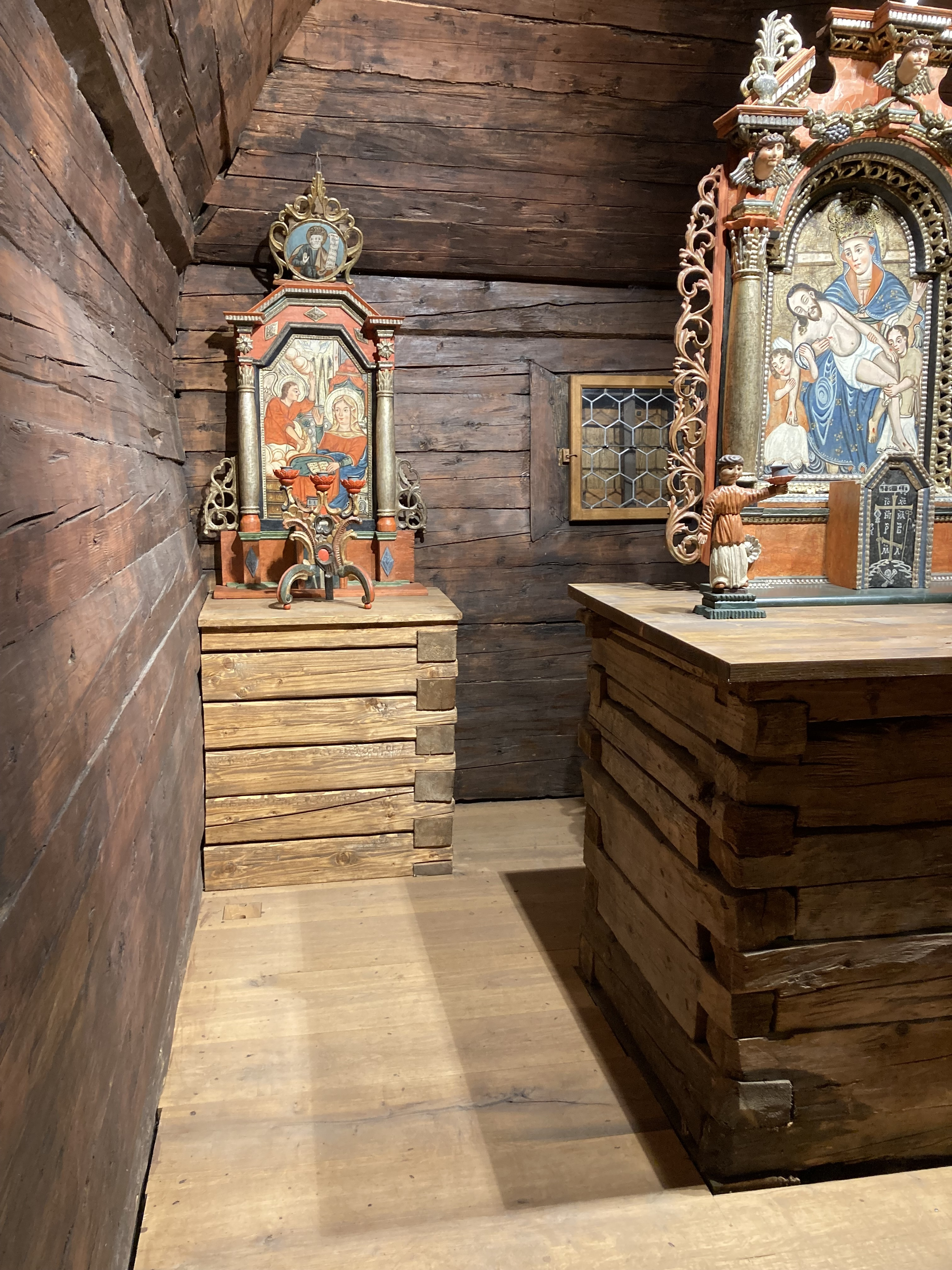
Seitenaltar im Presbyterium
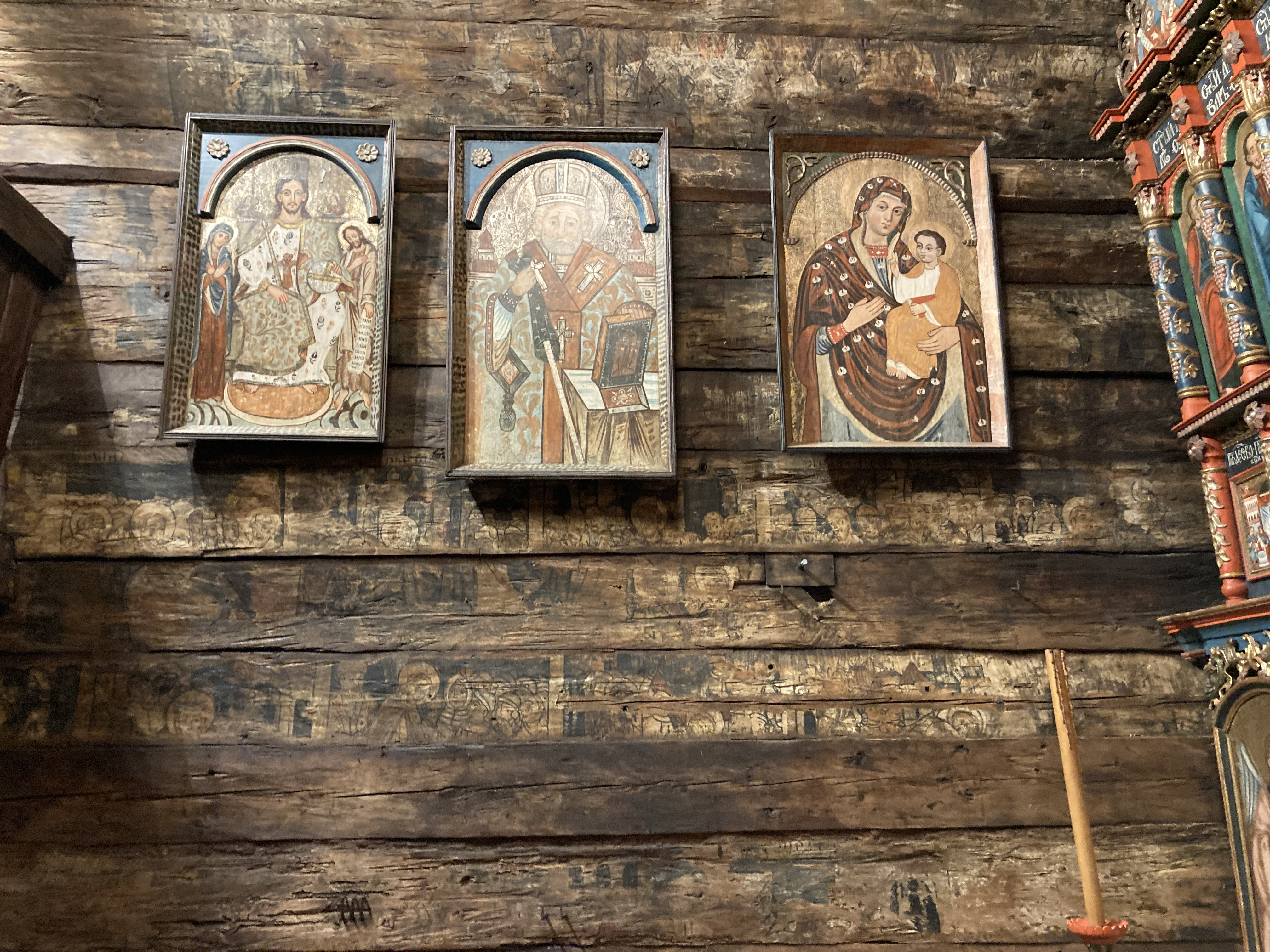
Ikonen an der nördlichen Längsseite des Hauptschiffs, die Wand mit Resten der älteren Ausmalung
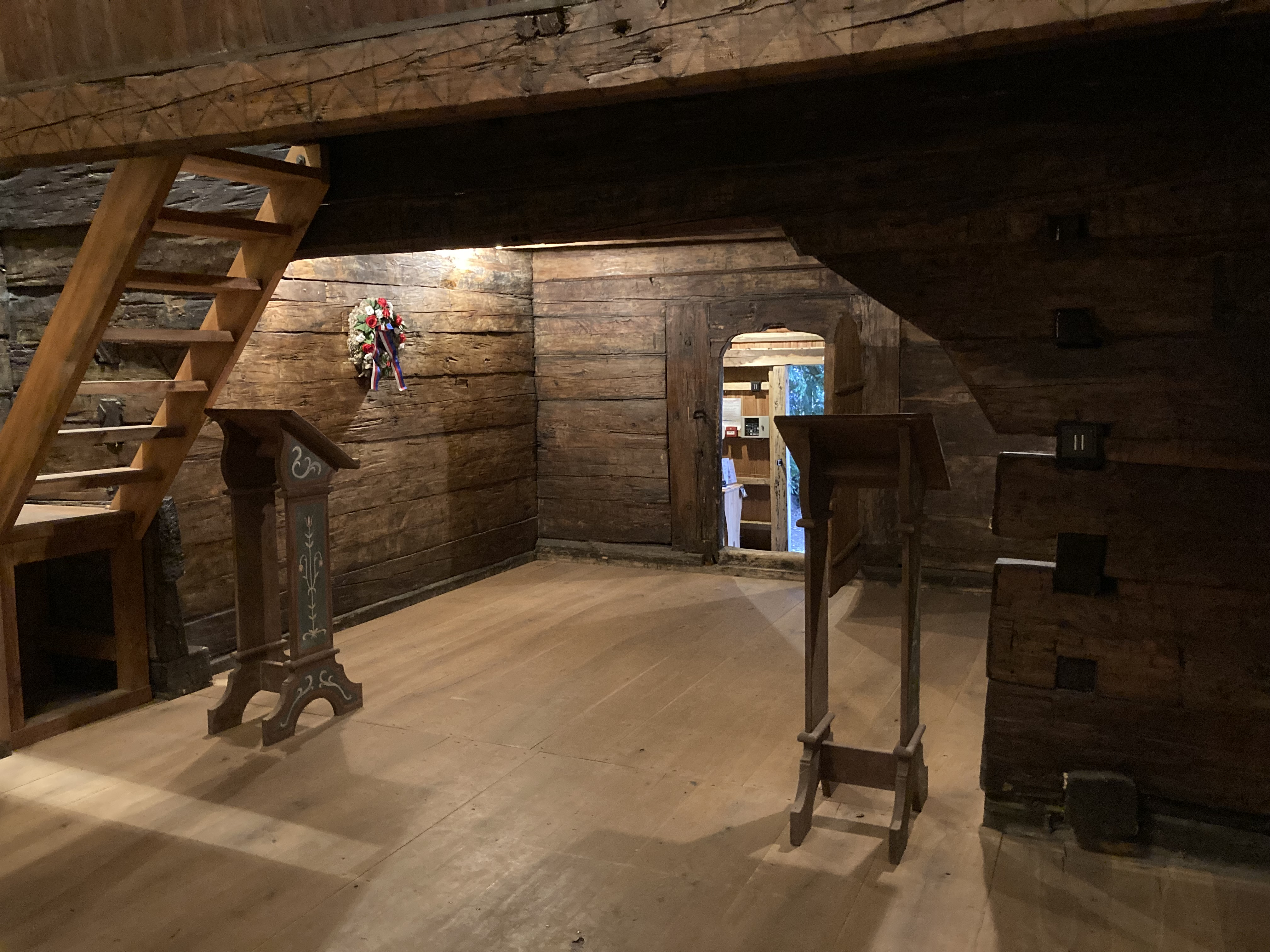
Blick vom Hauptschiff in den Vorraum